# Rugby Americas North Sevens Femenino 2022 (México)
El Rugby Americas North Sevens Femenino de 2022 fue la decimoséptima edición del torneo de rugby 7 de la confederación norteamericana.
Se disputó entre el 12 y 13 de noviembre en la Ciudad de México, México.
El torneo otorgó una plaza para el Challenger Series 2023, dos para los Juegos Panamericanos de 2023 y tres para los Juegos Centroamericanos y del Caribe.
Las campeonas del torneo fueron las del seleccionado de México.

## Fase de grupos
| Equipo               | Encuentros | Encuentros | Encuentros | Tantos  | Tantos    | Tantos     | Puntos |
| Equipo               | ganados    | empatados  | perdidos   | a favor | en contra | diferencia | Puntos |
| -------------------- | ---------- | ---------- | ---------- | ------- | --------- | ---------- | ------ |
| México               | 5          | 0          | 0          | 164     | 17        | +147       | 15     |
| Jamaica              | 4          | 0          | 1          | 108     | 48        | +60        | 13     |
| Trinidad y Tobago    | 3          | 0          | 2          | 85      | 43        | +42        | 11     |
| Santa Lucía          | 2          | 0          | 3          | 73      | 74        | -1         | 9      |
| República Dominicana | 1          | 0          | 4          | 44      | 104       | -60        | 7      |
| Bermudas             | 0          | 0          | 5          | 5       | 193       | -188       | 5      |

### Resultados
| 12 de noviembre | México | 31 - 5 | Santa Lucía |  |  |

| 12 de noviembre | Trinidad y Tobago | 39 - 0 | Bermudas |  |  |

| 12 de noviembre | Jamaica | 24 - 5 | República Dominicana |  |  |

| 12 de noviembre | Santa Lucía | 10 - 14 | Trinidad y Tobago |  |  |

| 12 de noviembre | México | 21 - 12 | Jamaica |  |  |

| 12 de noviembre | Bermudas | 0 - 34 | República Dominicana |  |  |

| 12 de noviembre | México | 19 - 0 | Trinidad y Tobago |  |  |

| 12 de noviembre | Bermudas | 0 - 39 | Jamaica |  |  |

| 12 de noviembre | República Dominicana | 5 - 12 | Santa Lucía |  |  |

| 13 de noviembre | Bermudas | 5 - 29 | Santa Lucía |  |  |

| 13 de noviembre | Trinidad y Tobago | 5 - 14 | Jamaica |  |  |

| 13 de noviembre | México | 41 - 0 | República Dominicana |  |  |

| 13 de noviembre | Santa Lucía | 17 - 19 | Jamaica |  |  |

| 13 de noviembre | Trinidad y Tobago | 27 - 0 | República Dominicana |  |  |

| 13 de noviembre | México | 52 - 0 | Bermudas |  |  |

## Fase final

### Quinto puesto
| 13 de noviembre | República Dominicana | 24 - 10 | Bermudas |  |  |

### Tercer puesto
| 13 de noviembre | Santa Lucía | 0 - 20 | Trinidad y Tobago |  |  |

### Final
| 13 de noviembre | México | 33 - 12 | Jamaica |  |  |

| Bandera de México |
| Campeón México    |
| Quinto título     |